# Elwood (Illinois)
Elwood – wieś w Stanach Zjednoczonych, w stanie Illinois, w hrabstwie Will.